# 420-е годы до н. э.
420-е (четы́реста двадца́тые) го́ды до на́шей э́ры по пролептическому юлианскому календарю — промежуток времени с 1 января 429 года до н. э. по 31 декабря 420 года до н. э., включающий с 429 по 421 годы 8-го десятилетия  и 420 год 9-го десятилетия V века 1-го тысячелетия до н. э. Им предшествовали 430-е годы до н. э., за ними следовали 410-е годы до н. э. Они закончились 2445 лет назад.

## Важнейшие события

### 430 до н. э.
- 430 (Т.Ливий. История… М.,1989-93, т.1, с.202) — Консулы Луций Папирий Красс и Луций Юлий Юл.
- 430/29 — Афинский архонт-эпоним Аполлодор. Эфор-эпоним Спарты Исанор.
- 430 — Новое вторжение Архидама в Аттику. Эпидемия в Афинах. Спартанцы быстро покидают Аттику.
- 430 — Неудачное нападение Перикла на Эпидавр. Перикл отстранён от должности стратега.
- Ок.430 — Поколение Меланиппида с Мелоса и Фриния с Лесбоса.

### 429 до н. э.
- 429 (Т.Ливий. История… М.,1989-93, т.1, с.202) — Консулы Гостилий Лукреций Триципитин и Луций Сергий Фиденат (2-й раз).
- 429/8 — Афинский архонт-эпоним Эпаминон. Эфор-эпоним Спарты Состратид.
- 429 — Эпидемия в Афинах идёт на убыль. Перикл вновь избран стратегом. Его смерть. Борьба между группировками Никия и демократа Клеона.
- 429 — Поход Архидама на Платеи и осада. Взятие Потидеи афинянами.

### 428 до н. э.
- 428 (Т.Ливий. История… М.,1989-93, т.1, с.202-203) — Консулы Авл Корнелий Косс и Тит Квинкций Пун Цинциннат (2-й раз). Послы Луций Сергий, Квинт Сервилий, Мамерк Эмилий.
- 88-е Олимпийские игры. Вторая победа родосца Дориея.
- Поход Архидама на Аттику и её опустошение.
- Отложение Митилены от Афин. Восстание в Милете.
- 428/7 — Афинский архонт-эпоним Диотим. Эфор-эпоним Спарты Эксарх.

### 427 до н. э.
- 427 (Т.Ливий. История… М.,1989-93, т.1, с.203) — Консулы Гай Сервилий Структ Агала и Луций Папирий Мугилан.
- 427 — Посольство из Леонтин (Сицилия) в Афины во главе с философом Горгием (ок.485-ок.380).
- 427/6 — Афинский архонт-эпоним Эвклес Молон. Эфор-эпоним Спарты Агесистрат.
- 427 — Взятие спартанцами Платей и уничтожение большей части населения.
- 427 — Капитуляция Митилены. Клеон выступает в народном собрании и требует смерти восставшим. Афиняне подавляют восстание с крайней жестокостью.
- 427 — Борьба на Керкире между демократами и олигархами.
- 427—399 — Царь Спарты из рода Эврипонтидов Агис II.
- 427 — Плистоанакт и его брат Аристокл склонили жрицу в Дельфах убедить спартанцев возвратить Плистоанакта, что они и сделали.

### 426 до н. э.
- 426 (Т.Ливий. История… М.,1989-93, т.1, с.203-207) — Военные трибуны с консульской властью Тит Квинкций Пун Цинциннат, Гай Фурий Пакул Фуз, Марк Постумий Альб Регилленсис и Авл Корнелий Косс. Диктатор (№ 10) Мамерк Эмилий Мамерцин, начальник конницы Авл Корнелий Косс.
- 426 — Триумф диктатора за победу над вейянами у Фиден.
- 426/5 — Афинский архонт-эпоним Эвтин. Эфор-эпоним Спарты Ангенид.

### 425 до н. э.
- 425 (Т.Ливий. История… М.,1989-93, т.1, с.207) — Военные трибуны с консульской властью Авл Семпроний Атратин, Луций Квинкций Цинциннат, Луций Фурий Медуллин и Луций Гораций Барбат.
- 425 — Извержение Этны.
- 425/4 — Афинский архонт-эпоним Стратокл. Эфор-эпоним Спарты Ономакл.
- 425 — Проведение Делийских игр на Делосе. Остров стал священным.
- 425 — Вторжение спартанцев Агиса в Аттику. Афиняне отправили эскадру в Сицилию. По пути полководец Демосфен захватил и укрепил Пилос в Мессении. Взятие афинянами в плен 120 знатных спартанцев. Спартанцы вынуждены возвратиться в Лаконику. Поражение спартанцев под Пилосом.
- 425 — Спартанцы предложили мир на условиях освобождения спартанцев на острове Сфактерия. Клеон убедил афинян выставить жёсткие условия, спартанцы отказались. Клеон командовал афинскими силами, осаждавшими Сфактерию, и добился сдачи спартанцев.

### 424 до н. э.
- 424 (Т.Ливий. История… М.,1989-93, т.1, с.207-208) — Военные трибуны с консульской властью Аппий Клавдий Красс, Спурий Навтий Рутил, Луций Сергий Фиденат и Секст Юлий Юл.
- 424 — Самниты захватили этрусский город Вультурн и назвали его Капуей. [Т.Ливий. IV.37.1: т.1,с.208]
- 424—390 (период) — Самниты двинулись на запад и юг и достигли значительных успехов. Они покорили всю Кампанию и большинство греческих колоний на юге. Удержали самостоятельность Неаполь и Тарент. Усилились луканцы и бреттии.
- 424 — Сицилийские города, ранее боровшиеся с Сиракузами, заключают мир.
- 424/3 — Афинский архонт-эпоним Исарх. Эфор-эпоним Спарты Зевксипп.
- 424 — «Всадники» Аристофана.
- 424 — Поражение афинян в битве против беотийцев у города Делия (Беотия). Успешные действия спартанского полководца Брасида в Халкидике и Фракии. Брасид предотвратил афинскую атаку на Мегары и перетянул на сторону Спарты города Македонии. Осада Брасидом Амфиполя. На выручку отправлен афинский флот, но он не успел. Взятие Амфиполя спартанцами. Афинские стратеги (в том числе Фукидид) приговорены к изгнанию.
- 424—423 — Смерть Артаксеркса I. Его сын Ксеркс II правил несколько недель. Ксеркса убил Согдиан (сын Артаксеркса), который правил несколько месяцев. Согдиан убит. На престол посажен Вахуку (Ох) (Дарий II), внебрачный сын Артаксеркса, бывший сатрап Гиркании.
- Первое упоминание о линзах в пьесе Аристофана «Облака».

### 423 до н. э.
- 423 (Т.Ливий. История… М.,1989-93, т.1, с.208-212) — Консулы Гай Семпроний Атратин и Квинт Фабий Вибулан. Вступили в должность в декабрьские иды. Плебейский трибун Гай Юний.
- 423 — Суд над М.Постумием и Т.Квинкцием. Постумий оштрафован, Квинкций оправдан.
- 423/2 — Афинский архонт-эпоним Аминий. Эфор-эпоним Спарты Питий.
- 423 — «Облака» Аристофана.
- 423—404 — Царь Персии Дарий II. Интриги при дворе, в которых главную роль играет царица Парисатида. Мятежи в сатрапиях. Отложился сатрап Лидии.

### 422 до н. э.
- 422 (Т.Ливий. История… М.,1989-93, т.1, с.212) — Военные трибуны с консульской властью Луций Манлий Капитолин, Квинт Антоний Меренда и Луций Папирий Мугиллан. Плебейские трибуны Секст Темпаний, Марк Азеллий, Тит Антистий, Тит Спурилий, Луций Гортензий.
- 422 — Начат процесс над Г.Семпронием.
- 422/1 — Афинский архонт-эпоним Алкей. Эфор-эпоним Спарты Плистол.
- 422 — Афиняне направляют на север Балканского полуострова войско во главе с Клеоном. Победа у Амфиполя небольшого войска Брасида над афинской армией. Гибель Клеона и Брасида.

### 421 до н. э.
- 421 (Т.Ливий. История… М.,1989-93, т.1, с.212-213) — Консулы Гней Фабий Вибулан (по Т.Ливию Нумерий Ф. В.) и Тит Квинкций Капитолин Барбат (младший).
- 421 — Допущено избрание плебеев в число квесторов. Овация консула Гн. Фабия за победу над эквами.
- 421 (420 Ливий) — Кумы в Южной Италии пали под натиском самнитов (кампанцев). [Т.Ливий, т.1,с.214]
- 421, апрель (24 артемисия эфората Плистола, 26 элафеболиона архонтата Алкея) — Заключение Никиева мира Афин и Спарты на 50 лет на принципе «статус-кво».
- 421/420 — Афинский архонт-эпоним Аристион. Эфор-эпоним Спарты Клиномах.
- 421 — «Мир» Аристофана.
- 421 — Союз между Спартой и Беотией.
- 421 — Поход Плистоанакта на землю паррасиев, подвластных мантинейцам. Спартанцы разорили землю паррасиев и разрушили крепость в городе Кипселы, объявив паррасиев независимыми от Мантинеи.
- Этруски потеряли Капую